# Pherbina coryleti
Pherbina coryleti – gatunek muchówki z rodziny smętkowatych.
Gatunek ten opisany został w 1763 roku przez Giovanniego Antonio Scopoliego jako Musca coryleti.
Muchówka o ciele długości od 6,8 do 9,3 mm, o podstawowym ubarwieniu żółtawym do żółtawoszarego. Czułki mają człon drugi wypukły na dolnej i górnej krawędzi, zaś aristę porośniętą czarnymi włosami o długości wynoszącej od ½ do ¾ szerokości czułka. Owłosione mezopleury mają na krawędziach po trzy silne szczecinki, a pteropleury po jednej. Żółtawoszaro przydymione skrzydła mają od 5,8 do 8 mm długości i siateczkowanie w komórkach kubitalnych zwykle w większości zredukowane do postaci izolowanych kropek. Narządy rozrodcze samców charakteryzuje kępka czarnych szczecin na gonostylach.
Owad znany z prawie całej Europy, w tym Polski, a ponadto z Afryki Północnej, Bliskiego Wschodu i wschodniej Palearktyki.